# Beverīna
El municipi de Beverīna (en letó: Beverīnas novads ) és un dels 110 municipis de Letònia, que es troba localitzat al nord del país bàltic, i que té com a capital la localitat de Mūrmuiža. El municipi va ser creat l'any 2009 després de la reorganització territorial.

## Ciutats i zones rurals
- Brenguļu pagasts (zona rural)
- Kauguru pagasts (zona rural)
- Trikātas pagasts (zona rural)

## Població i territori
La seva població està composta per un total de 3.567 persones (2009). La superfície del municipi té uns 301,8 kilòmetres quadrats, i la densitat poblacional és de 11,82 habitants per kilòmetre quadrat.

## Personatges il·lustres
- Jānis Endzelīns (1873-1961): lingüista letó, fundador de la lingüística comparativa a Letònia.